# Dysstroma albofasciata
Dysstroma albofasciata là một loài bướm đêm trong họ Geometridae.